# Eric Björkander
Eric Björkander, né le 11 juin 1996 à Karlskrona, est un footballeur suédois. Il évolue au poste de défenseur central.

## Biographie
Il inscrit un but en première division suédoise lors de la saison 2015.